# Edward Thomas Brady
Edward Thomas Brady (* 1. November 1943 in Brooklyn, New York) ist ein US-amerikanischer Jurist und ehemaliger Richter am North Carolina Supreme Court, dem Obersten Gerichtshof im Bundesstaat North Carolina.
Brady war von 1965 bis 1973 US-Militärberater bei der südvietnamesischen Regierung; er spricht Vietnamesisch. Er studierte an der University of Nebraska at Omaha und erhielt 1972 einen Abschluss als B.A. Im Oktober 1972 schloss Brady sein Studium an der Polizeischule des Finanzministeriums in Washington ab. Brady wurde beim Finanzministerium von Milwaukee eingestellt.
Er nahm 1973 an den Verhandlung zum Waffenstillstandsabkommen von Paris zwischen Nordvietnam und den Vereinigten Staaten teil.
Anschließend arbeitete er für das Bureau of Alcohol, Tobacco, Firearms and Explosives. 1977 erhielt er einen M. A. in Strafjustiz auf dem John Jay College of Criminal Justice der City University of New York, er erhielt sein Diplom an der California Western School of Law. 1978 ließ er sich in Fayetteville (North Carolina) nieder. Bei den Kongresswahlen 2002 war Edward Thomas Brady von der Republikanischen Partei als Gegenkandidat zum Kandidaten der Demokratischen Partei, G. K. Butterfield aufgestellt worden, unterlag diesem aber. Von 2003 bis 2011 gehörte er dem Obersten Gerichtshof seines Staates an.